# Soanan
Der Soanan ist ein Fluss in Frankreich, der im Département Rhône in der Region Auvergne-Rhône-Alpes verläuft. Er entspringt im Gemeindegebiet von Saint-Appolinaire, entwässert zunächst in südlicher Richtung, schwenkt dann nach Südost bis Ost und mündet nach rund  20 Kilometern beim Ort Les Ponts Tarrets, im Gemeindegebiet von Légny, als rechter Nebenfluss in den Azergues.

## Orte am Fluss
- Saint-Appolinaire
- Valsonne
- Saint-Clément-sur-Valsonne